# Pseudobracca
Pseudobracca là một chi bướm đêm thuộc họ Geometridae.